# Takehiro Otani
Takehiro Otani (født 6. december 1980) er en tidligere japansk fodboldspiller.
Han har spillet for flere forskellige klubber i sin karriere, herunder Mito HollyHock.